# Pristolycus levi
Pristolycus levi là một loài bọ cánh cứng trong họ Đom đóm (Lampyridae). Loài này được Kasantsev miêu tả khoa học năm 1996.